# 279723 Wittenberg
279723 Wittenberg este o planetă minoră (asteroid) din centura de asteroizi. A fost descoperită pe 12 septembrie 1991 la Tautenburg de Freimut Börngen. 
Obiectul prezintă o orbită caracterizată de o semiaxă mare de 2,5687756356169 UAi, o excentricitate de 0,3, o înclinație de 3 ° în raport cu ecliptica.